# 乌鲁格其河
乌鲁格其河，也作乌额格其郭勒、嘎亥图郭勒，位于中华人民共和国内蒙古自治区通辽市扎鲁特旗东部的一条河流，是乌力吉木伦河左岸支流，发源于乌兰哈达苏木巴彦扎拉嘎嘎查以北的山顶，蜿蜒向东南流经巴彦扎拉嘎嘎查、嘎亥图镇好老林场、查嘎拉吉嘎查、吉布图嘎查、尼玛拉吉嘎查、镇政府驻地嘎亥图嘎查、乌额格其苏木乌额格其嘎查、乌额格其牧场、前德门苏木珠日海嘎查、敖干朝鲁嘎查等地，于吉日花嘎查以南汇入乌力吉木伦河。河流全长120.8千米，流域面积1898.8平方千米，年均径流量0.24亿立方米。乌鲁格其河上中游流经中低山区河低山丘陵地带，沿岸植被较好，建有多个自然保护区；下游河槽不明显，沿岸湖沼遍布。